# Frontier Pony Express
Frontier Pony Express è un film del 1939 diretto da Joseph Kane.
È un film western statunitense con Roy Rogers.

## Produzione
Il film, diretto da Joseph Kane su una sceneggiatura di Norman S. Hall, fu prodotto da Kane, come produttore associato, per la Republic Pictures. Il titolo di lavorazione fu  Frontier Express.

## Colonna sonora
- My Old Kentucky Home - scritta da Stephen Foster, cantata da Roy Rogers
- Rusty Spurs - scritta da Russell Wood e Wayne Wood, cantata da Roy Rogers

## Distribuzione
Il film fu distribuito negli Stati Uniti dal 12 aprile 1939 al cinema dalla Republic Pictures.
Altre distribuzioni:
- negli Stati Uniti il 29 gennaio 1949 (re-release)
- in Brasile (Correio da Fronteira)
- in Germania (Pony Express)